# Becky Lynch
Pour les articles homonymes, voir Lynch.
 (juin 2021).
Rebecca Quin (née le 30 janvier 1987 à Limerick) est une actrice et catcheuse irlandaise. Elle travaille à la World Wrestling Entertainment, dans la division Raw, sous le nom de Becky Lynch, où elle est l'actuelle championne Intercontinentale.
Elle est la première catcheuse à remporter les deux titres des deux divisions, gagnés à WrestleMania 35 en battant Ronda Rousey et Charlotte Flair dans un Triple Threat Match, le premier main-event féminin de l'histoire de WrestleMania.

## Carrière de catcheuse

### Entraînement et débuts (2002-2013)
En juin 2002, elle et son frère décident d'aller s'entraîner dans l'école de la National Wrestling Alliance Ireland. Elle effectue ses premiers combats quelques mois après le début de son entraînement sous le nom de Rebecca Knox.
Elle commence véritablement sa carrière en 2005 et effectue un passage en France à la Queen Of Chaos où le 13 mai elle participe à son premier match de championnat pour désigner la première championne de cette fédération de catch féminin remporté par Nikita. Quelques jours plus tard, elle part pour le Canada où elle rejoint l'Elite Canadian Championship Wrestling (ECCW) et y devient le 24 juin la première championne SuperGirls de l'ECCW après sa victoire face à Miss Chevius. En fin d'année, elle effectue un bref passage aux États-Unis à l'All Pro Wrestling le 28 octobre au cours du tournoi ChickFight III où Mariko Yoshida l'élimine en demi-finale. Elle part ensuite au Japon à l'International Women's * Grand Prix où le 9 novembre elle remporte avec Nikita et Nattie Neidhart un match par équipe à Asian Cougar, Rey Extreme et une catcheuse inconnue puis Knox gagne une bataille royale.
Le 12 février 2006, elle dispute deux matchs pour la Shimmer Women Athletes, une fédération américaine de catch féminin, où elle bat Allison Danger (en) au cours de l'enregistrement de Shimmer Volume 3 et perd face à Daizee Haze durant l'enregistrement de Shimmer Volume 4,. Le 21 avril, elle perd son championnat SuperGirls de l'ECCW face à Lisa Moretti. Le 21 mai, elle retourne à la Shimmer Women Athletes pour l'enregistrement de Shimmer Volume 5 et Shimmer Volume 6 où elle obtient deux victoires d'abord face à Daizee Haze dans un match au meilleur des trois tombés puis face à Allison Danger dans un Pure wrestling match,. Le 4 juin, elle remporte le championnat de la Queen Of Chaos après sa victoire sur Sweet Saraya au cours d'un spectacle de la Fighting Spirit Federation, une autre fédération française. Le 22 septembre, elle est à la German Stampede Wrestling où elle perd face à Kisu et se blesse à un œil et, au cours d'un examen médical quelques semaines plus tard, un médecin lui annonce qu'un nerf est probablement endommagé,. Le lendemain, elle perd son titre de championne de la Queen Of Chaos face à Sweet Saraya en Angleterre à la World Association Of Wrestling.
À la suite de sa blessure, elle met sa carrière entre parenthèses et annule toutes ses apparitions notamment un Iron man match de 60 minutes face à Daizee Haze à la Shimmer Women Athletes. Le 28 février 2008, elle remonte sur le ring en Irlande à la Fight Factory Pro Wrestling où avec Sean Brennan elle bat Heavy D et Jenny Sjodin. Elle envisage de revenir aux États-Unis à la Shimmer Women Athletes en avril mais elle annule et considère que le catch n'est plus sa priorité.

### World Wrestling Entertainment (2013-2024)

#### Passage à laNXT(2013-2015)

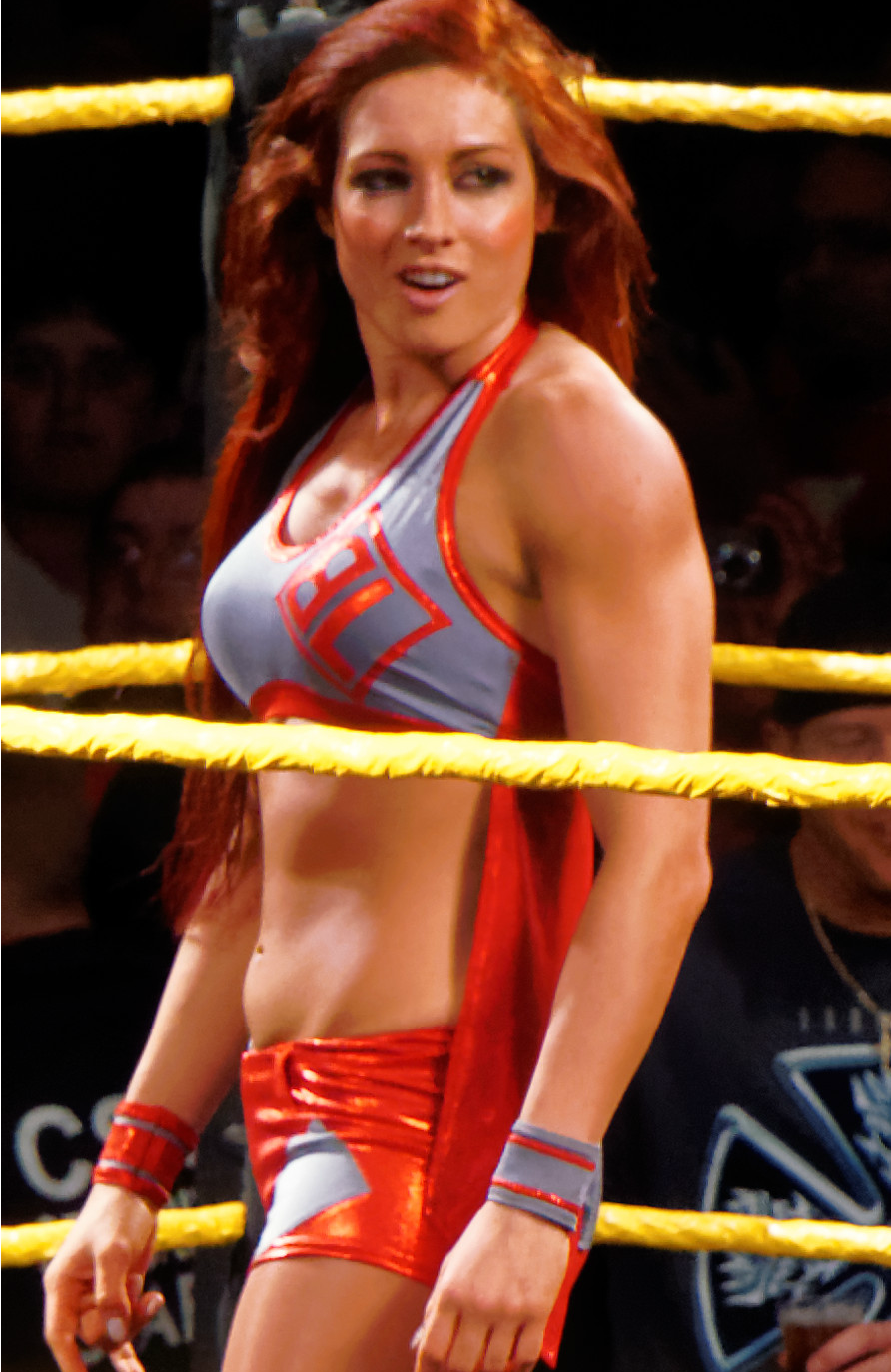
Becky Lynch à NXT en mars 2015.

Le 8 avril 2013, elle signe officiellement avec la World Wrestling Entertainment.
Le 26 juin 2014 à NXT, elle fait ses débuts dans la brand jaune, en tant que Face, en battant Summer Rae[réf. nécessaire].
Le 23 octobre à NXT, après la victoire de Sasha Banks sur Bayley par soumission, elle vole à la rescousse de la seconde, mais contre toute attente, effectue un Heel Turn en portant une Clothesline sur le dos de cette dernière, avant de partir avec la première[réf. nécessaire].
Le 11 février 2015 à NXT TakeOver: Rival, elle ne remporte pas le titre féminin de la NXT, battue par The Boss dans un Fatal 4-Way match, qui inclut également Bayley et Charlotte[réf. nécessaire].
Le 20 mai à NXT TakeOver: Unstoppable, elle ne remporte pas, une nouvelle fois, le titre féminin de la NXT, battue par Sasha Banks par soumission.

#### Débuts àRaw, Team P.C.B. et course pour le titre féminin des Divas/deRaw(2015-2016)
Le 13 juillet à Raw, elle fait ses débuts dans le roster principal, en tant que Face, aux côtés de Charlotte et Paige avec qui elle forme un trio appelé P.C.B et les trois catcheuses confrontent l'équipe Bella (les Bella Twins et Alicia Fox), mais l'arrivée de celle de B.A.D (Sasha Banks, Naomi et Tamina) provoque une bagarre générale entre les trois trios féminins. 6 soirs plus tard à Battleground, la catcheuse britannique et elle accompagnent The Queen et assistent à la victoire de leur équipière sur Brie Bella et Sasha Banks par soumission dans un Triple Threat match. Le 23 août à SummerSlam, l'équipe P.C.B bat celles des Bella et B.A.D dans un Triple Threat Elimination Tag Team match. Le 20 septembre à Night of Champions, Ric Flair, Paige et elle félicitent Charlotte, qui est devenue la nouvelle championne des Divas en battant Nikki Bella par soumission. Mais le lendemain à Raw, Paige effectue un Heel Turn, fait une promo en disant que Charlotte en est là grâce à son père et réprimande les Superstars de la division féminine.
Le 4 janvier 2016 à Raw, elle bat Charlotte. Après le combat, sa désormais ex-partenaire effectue un Heel Turn et l'attaque. 22 soirs plus tard au Royal Rumble, elle ne remporte pas le titre des Divas, battue par Charlotte à la suite d'une distraction de Ric Flair qui l'a embrassée. Le 1er février à Raw, elle perd face à Sasha Banks par disqualification, car son adversaire se fait attaquer par Naomi et Tamina qui l'accompagnaient. The Boss effectue un Face Turn, s'allie à elle et elles attaquent ses anciennes camarades. Le 21 février à Fastlane, Sasha Banks et elle battent Naomi et Tamina.
Le 3 avril à WrestleMania 32, elle ne devient pas la première championne de Raw, battue par Charlotte Flair dans un Triple Threat match qui inclut également Sasha Banks. Le 19 juin à Money in the Bank, Natalya et elle perdent face à Dana Brooke et Charlotte. Après la rencontre, frustrée, The Queen of Hearts effectue un Heel Turn et l'attaque.

#### Draft àSmackDown Liveet double championne deSmackDown(2016-2018)

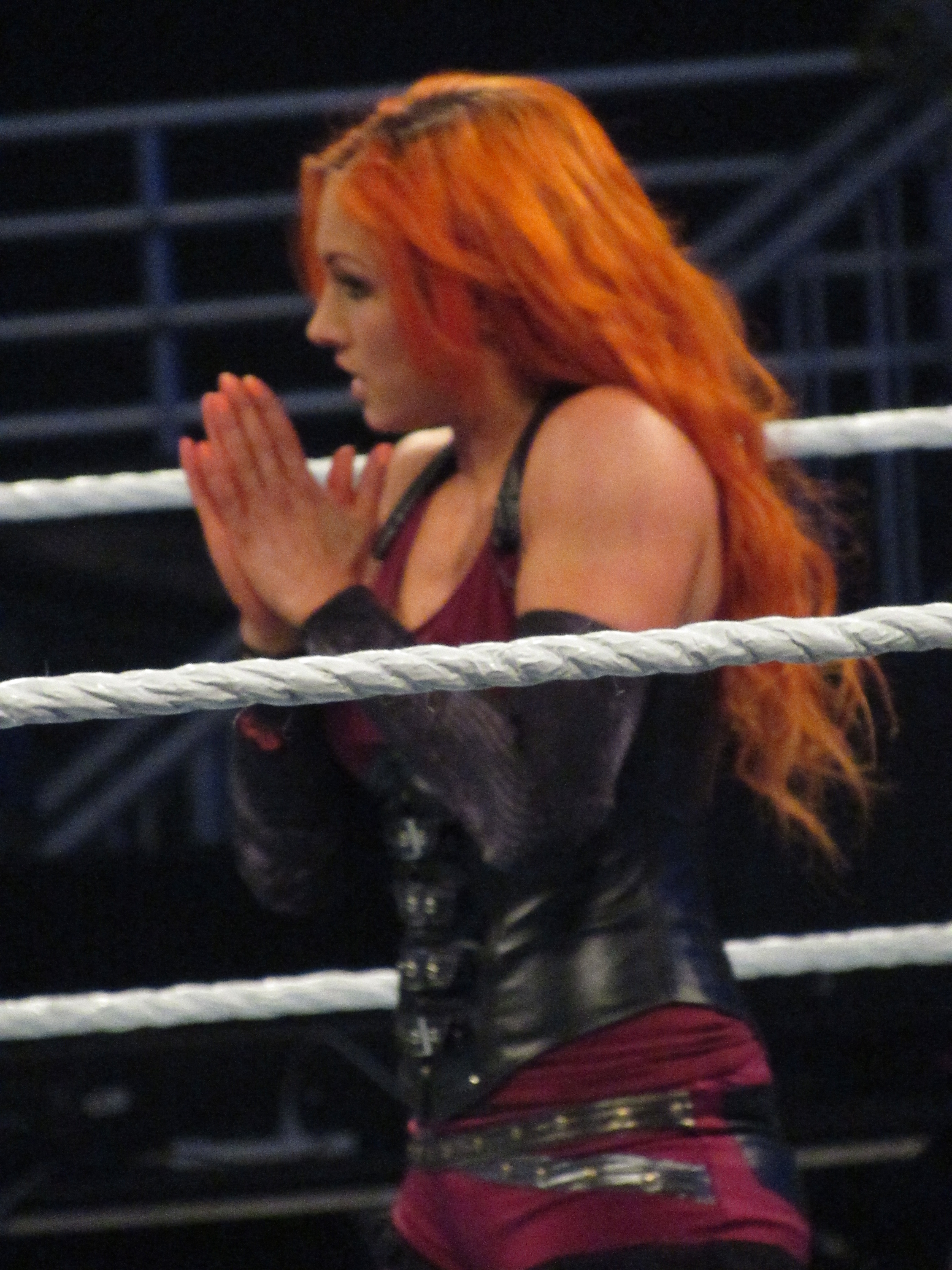
Lynch en 2016.

Le 19 juillet à SmackDown Live, elle est annoncée être officiellement transférée au show bleu. 4 soirs plus tard à Battleground, elle perd face à la catcheuse canadienne par soumission. Le 23 août à SmackDown Live, Daniel Bryan et Shane McMahon présentent une nouvelle ceinture pour la division féminine : le titre féminin de SmackDown. Le 11 septembre à Backlash, elle devient la première championne de SmackDown de l'histoire en battant Alexa Bliss, Carmella, Naomi, Natalya et Nikki Bella dans un 6-Pack Challenge.
Le 20 novembre aux Survivor Series, l'équipe SmackDown, dont elle fait partie, perd face à celle de Raw dans le tout premier Women's 5-on-5 Traditional Survivor Series Elimination Tag Team match. Le 4 décembre à TLC, elle ne conserve pas sa ceinture, battue par Alexa Bliss dans un Tables match.
Le 29 janvier 2017 lors du pré-show au Royal Rumble, Naomi, Nikki Bella et elle battent Natalya, Mickie James et Alexa Bliss dans un 6-Women Tag Team match. Le 12 février à Elimination Chamber, elle bat Mickie James.
Le 2 avril à WrestleMania 33, elle ne remporte pas le titre féminin de SmackDown, battue par Naomi dans un 6-Pack Challenge qui inclut également Alexa Bliss, Carmella, Mickie James et Natalya. Le 18 juin à Money in the Bank, elle participe au premier Women's Money in the Bank Ladder match de l'histoire, mais ne remporte pas la mallette, gagnée par Carmella de manière controversée.
Le 23 juillet à Battleground, elle ne devient pas aspirante no 1 au titre féminin de SmackDown à SummerSlam, battue par Natalya dans un Fatal 5-Way Elimination match qui inclut également Charlotte Flair, Lana et Tamina.
Le 19 novembre aux Survivor Series, l'équipe SmackDown, dont elle fait partie, perd face à celle de Raw dans un Women's 5-on-5 Traditional Survivor Series Elimination Tag Team match.
Le 28 janvier 2018 au Royal Rumble, elle entre dans le premier Women's Royal Rumble match de l'histoire en seconde position, élimine Lita et Vickie Guerrero (aidée par Sasha Banks, Michelle McCool et Ruby Riott) avant d'être elle-même éliminée par la dernière catcheuse après 30 minutes de match. Le 11 mars à Fastlane, Naomi et elle perdent face à Natalya et Carmella. 

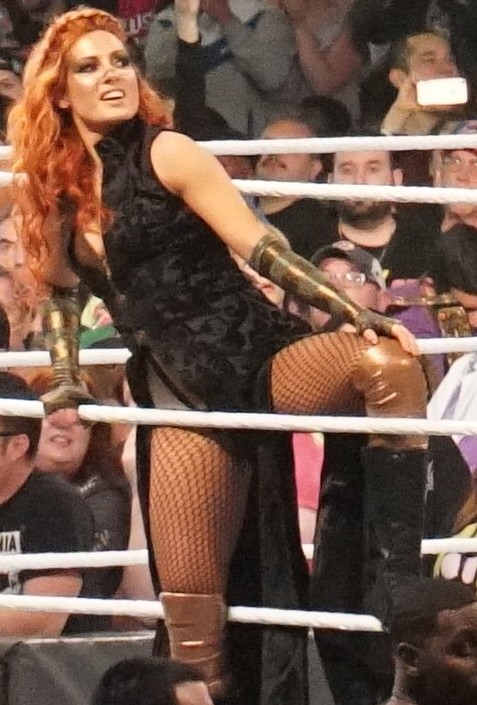
Becky à WrestleMania 34.

Le 8 avril lors du pré-show à WrestleMania 34, elle ne remporte pas la première Women's Battle Royal, gagnée par Naomi. Le 17 juin à Money in the Bank, elle ne remporte pas la mallette, gagnée par Alexa Bliss.
Le 19 août à SummerSlam, elle ne remporte pas le titre féminin de SmackDown, battue par Charlotte Flair dans un Triple Threat match qui inclut également Carmella. Après le combat, elle félicite The Queen, mais effectue un Heel Turn, car elle passe sa colère et sa frustration sur cette dernière,. Le 16 septembre à Hell in a Cell, elle redevient championne de SmackDown, pour la seconde fois, en prenant sa revanche sur sa même adversaire. Après le combat, son adversaire veut la féliciter en voulant lui serrer la main, mais elle refuse.
Le 6 octobre à Super Show-Down, elle perd face à The Queen par disqualification, mais conserve son titre. Le 28 octobre à Evolution, elle conserve son titre en rebattant Charlotte Flair dans le tout premier Last Women Standing match. Le 12 novembre à Raw, avec la division féminine de SmackDown Live, elle mène un assaut sur la division féminine du show rouge, mais se fait casser le nez par Nia Jax. Le lendemain à SmackDown Live, elle effectue un Face Turn et choisit Charlotte Flair pour la remplacer dans le combat contre Ronda Rousey aux Survivor Series. Le 16 décembre à TLC, elle ne conserve pas sa ceinture, battue par Asuka dans un Triple Threat TLC match qui inclut également Charlotte Flair, à la suite d'une intervention extérieure de Ronda Rousey en faveur de la catcheuse japonaise.

#### Vainqueure duRoyal Rumble, double championne, Draft àRaw, championne deRawet absence (2019-2020)
Le 27 janvier au Royal Rumble, elle ne remporte pas le titre féminin de SmackDown, battue par la catcheuse japonaise par soumission. Plus tard dans la soirée, elle entre dans le Women's Royal Rumble match en 28e position (pour remplacer Lana, blessée) et le remporte en éliminant Charlotte Flair en dernière position, mais se blesse le genou durant le combat à cause d'une attaque de Nia Jax. Le lendemain à Raw, elle choisit officiellement Ronda Rousey comme adversaire pour WrestleMania 35. Quatorze soirs plus tard à Raw, à la surprise générale, Vince McMahon la suspend pour 60 jours et la remplace par The Queen. Le 18 février à Elimination Chamber, elle interrompt l'ancienne combattante de MMA et Charlotte Flair, les attaque avec ses béquilles, mais est évacuée par la sécurité. Le 4 mars à Raw, Stephanie McMahon lève sa suspension et organise un match entre la championne la plus titrée et elle à Fastlane et en cas de victoire, elle sera ajoutée au match à WrestleMania 35. The Baddest Women on the Planet effectue un Heel Turn et l'attaque à plusieurs reprises. Six soirs plus tard à Fastlane, elle bat The Queen par disqualification, à la suite d'une intervention de Ronda Rousey à son encontre, et s'ajoute au match pour le titre féminin de Raw à WrestleMania 35.

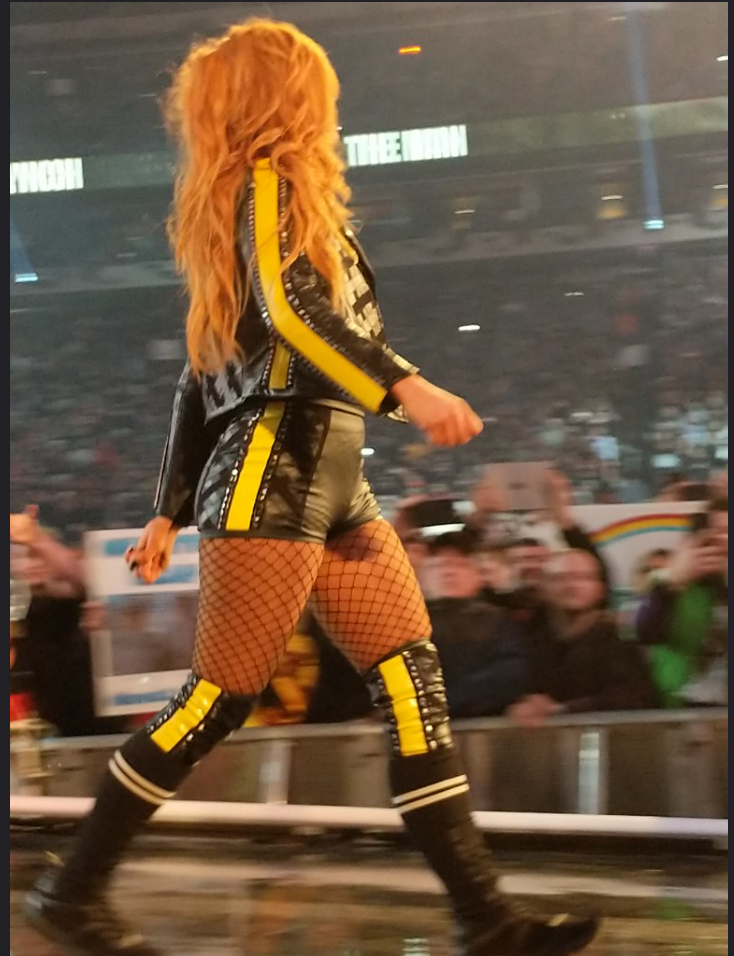
Becky Lynch lors de son entrée à WrestleMania 35.

Le 7 avril à WrestleMania 35, lors du main-event 100% féminin, elle devient la nouvelle championne de Raw et redevient championne de SmackDown, pour la troisième fois, en battant Ronda Rousey et Charlotte Flair dans un Triple Threat Winner Takes All match et remporte le titre féminin du show rouge pour la première fois de sa carrière. Elle devient également la première catcheuse à gagner les deux titres féminins des deux shows à WrestleMania et double championne. Le 19 mai à Money in the Bank, elle conserve sa nouvelle ceinture en battant Lacey Evans. Quelques minutes plus tard, elle ne conserve pas son titre féminin de SmackDown, battue par Charlotte Flair après avoir subi une Women's Right de sa précédente adversaire. Le lendemain à Raw, après la perte de son titre féminin de SmackDown la veille, elle est officiellement transférée au show rouge. Dans la même soirée, Alexa Bliss, Nikki Cross et elle battent Lacey Evans et les IIconics dans un 6-Women Tag Team match. Le 23 juin à Stomping Grounds, elle conserve son titre en rebattant The Sassy Southern Belle. Plus tard dans la soirée, durant le combat entre Seth Rollins et Baron Corbin pour le titre Universel avec Lacey Evans comme arbitre spéciale du match, elle attaque cette dernière après que celle-ci ait porté un Low-Blow sur son compagnon.
Le 14 juillet à Extreme Rules, Seth Rollins et elle conservent leurs titres en battant Baron Corbin et Lacey Evans dans un Winner Takes All Mixed Tag Team Extreme Rules match. Après le combat, elle assiste, impuissante, à la défaite de son compagnon face à Brock Lesnar qui utilise sa mallette sur lui et remporte le titre Universel. Le 11 août à SummerSlam, elle conserve son titre en battant Natalya par soumission dans un Submission match. Le 15 septembre à Clash of Champions, elle perd face à Sasha Banks par disqualification pour avoir frappé l'arbitre par erreur avec une chaise, mais conserve son titre.
Le 6 octobre à Hell in a Cell, elle conserve son titre en prenant sa revanche sur sa même adversaire dans son tout premier Hell in a Cell match. Le 24 novembre aux Survivor Series, elle perd face à la championne de NXT, Shayna Baszler, dans un Champion vs. Champion vs. Champion Triple Threat match qui inclut également la championne de SmackDown, Bayley. Le 15 décembre à TLC, Charlotte Flair et elle ne remportent pas les titres féminins par équipe, battues par les Kabuki Warriors (Asuka et Kairi Sane).
Le 26 janvier 2020 au Royal Rumble, elle conserve son titre en battant The Empress of Tomorrow par soumission.
Le 4 avril à WrestleMania 36, elle conserve son titre en prenant sa revanche sur Shayna Baszler. Le 11 mai à Raw, elle annonce que son titre était en jeu lors du Women's Money in the Bank Ladder match et doit l'abandonner, car elle est enceinte. Elle nomme Asuka nouvelle championne de Raw, car la catcheuse japonaise a gagné la mallette. Après lui avoir appris sa grossesse, cette dernière effectue un Face Turn, la félicite pour l'heureux événement et lui fait des câlins.

#### Retour, quadruple championne deSmackDown, double championne deRawet blessure (2021-2022)
Le 21 août 2021 à SummerSlam, elle fait son retour après un an et trois mois d'absence en tant que Tweener, à la suite d'un long congé de maternité, et redevient championne de SmackDown, pour la quatrième fois, en battant Bianca Belair en 26 secondes. Le 3 septembre à SmackDown, elle fait son retour dans le show bleu après 2 ans et 10 mois d'absence et effectue un Heel Turn, car elle refuse de donner un match revanche pour sa ceinture à The EST of WWE. Le 26 septembre à Extreme Rules, elle perd face à sa même adversaire par disqualification qui se fait attaquer par Sasha Banks, mais conserve son titre.
Le 21 octobre à Crown Jewel, elle conserve son titre en rebattant sa même opposante et en battant The Boss dans un Triple Threat match. Le lendemain à SmackDown, à la suite de son transfert officiel au show rouge, Charlotte Flair et elle procèdent à l'échange de leurs titres respectifs, ce qui fait qu'elle devient double championne de Raw. Le 21 novembre aux Survivor Series, elle bat The Queen dans un Champion vs. Champion match.
Le 1er janvier 2022 à Day 1, elle conserve son titre en battant Liv Morgan. Le 29 janvier au Royal Rumble, elle conserve son titre en battant Doudrop. Le 19 février à Elimination Chamber, elle conserve son titre en battant Lita.
Le 2 avril à WrestleMania 38, elle ne conserve pas sa ceinture, battue par Bianca Belair qui prend sa revanche sur le match perdu à SummerSlam l'année passée. Le 5 juin à Hell in a Cell, elle ne remporte pas la ceinture, rebattue par sa même adversaire dans un Triple Threat match qui inclut également Asuka.
Le 2 juillet à Money in the Bank, elle ne remporte pas la mallette, gagnée par Liv Morgan. Le 30 juillet à SummerSlam, elle ne remporte pas la ceinture, rebattue par Bianca Belair. Après le combat, elle effectue un Face Turn, car elle propose une poignée de mains, acceptée par son adversaire, et les deux catcheuses se font un câlin. Bayley, de retour de blessure après un an d'absence et accompagnée de Dakota Kai et IYO SKY, confronte la championne du show rouge, mais elle lui prête main-forte. Le lendemain, il est annoncé qu'elle souffre d'une dislocation de l'épaule droite, survenue lors de son combat de la veille, et va devoir s'absenter pendant plusieurs mois.

#### Retour de blessure, rivalité avec Damage CTRL, championne par équipe de la WWE avec Lita et rivalité avec Trish Stratus (2022-2023)
Le 25 novembre à SmackDown, elle fait son retour de blessure après 3 mois et 24 jours d'absence et devient la dernière membre de l'équipe de Bianca Belair pour les Survivior Series WarGames. Ses quatre partenaires et elle provoquent ensuite une bagarre générale avec les cinq catcheuses de l'équipe adverse. Le lendemain aux Survivor Series: WarGames, Alexa Bliss, Asuka, Mia Yim, Bianca Belair et elle battent Damage CTRL (Bayley, Dakota Kai, IYO SKY), Nikki Cross et Rhea Ripley dans son tout premier Women's WarGames match.
Le 28 janvier 2023 au Royal Rumble, elle entre dans le Women's Royal Rumble match en 15e position, élimine Dakota Kai et IYO SKY avant d'être elle-même éliminée par Bayley. Le 27 février à Raw, Lita et elle deviennent les nouvelles championnes par équipes en battant Damage CTRL (Dakota Kai et IYO SKY) et remportent les titres pour la première fois de leurs carrières.
Le 1er avril à WrestleMania 39, Trish Stratus et elles battent Damage CTRL dans un 6-Women Tag Team match. Neuf soirs plus tard à Raw, la catcheuse canadienne (qui remplace Lita, blessée lors d'une attaque) et elle ne conservent pas les ceintures, battues par Liv Morgan et Raquel Rodriguez. Après le combat, la Hall of Famer effectue un Heel Turn et l'attaque dans le dos. Le 27 mai à Night of Champions, elle perd face à l'ancienne septuple championne.
Le 1er juillet à Money in the Bank, elle ne remporte pas la mallette, gagnée par IYO SKY. Le 2 septembre à Payback, elle prend sa revanche sur la Hall of Famer canadienne dans un Steel Cage match, malgré les interventions extérieures de Zoey Stark en faveur de son adversaire.

#### Championne deNXT, quintuple championne du monde et départ (2023-2024)
Le 12 septembre à NXT, elle devient la nouvelle championne de NXT en battant Tiffany Stratton, remporte le titre pour la première fois de sa carrière, son troisième titre personnel et devient également la 6e Grand Slam Champion. Le 30 septembre à NXT No Mercy, elle conserve son titre en rebattant sa même adversaire dans un Extreme Rules match.
Le 24 octobre à NXT: Halloween Havoc, elle ne conserve pas sa ceinture, battue par Lyra Valkyria. Le 25 novembre aux Survivor Series: WarGames, Shotzi, Charlotte Flair, Bianca Belair et elle battent Damage CTRL dans un Women's WarGames match. Pendant le combat, elle se réconcilie avec The Queen.
Le 27 janvier 2024 au Royal Rumble, elle entre dans le Women's Royal Rumble match en 21e position, élimine Chelsea Green avant d'être elle-même éliminée par Naomi. Le 24 février à Elimination Chamber, elle remporte son tout premier Women's Elimination Chamber match et devient aspirante no 1 au titre mondial féminin à WrestleMania XL.
Le 6 avril à WrestleMania XL, elle ne remporte pas le titre mondial féminin, battue par Rhea Ripley. Le 22 avril à Raw, elle redevient championne du monde, pour la cinquième fois, en éliminant en dernière Liv Morgan dans une Battle Royal. Le 25 mai à King & Queen of the Ring, elle ne conserve pas sa ceinture, rebattue par sa même adversaire à la suite d'une intervention extérieure de Dominik Mysterio.
Le 1er juin, elle devient une agente libre et quitte officiellement la compagnie.

#### Retour, double championne par équipes avec Lyra Valkyria et championne Intercontinentale (2025-...)
Le 20 avril 2025 à WrestleMania 41, elle fait son retour après 10 mois d'absence, remplace Bayley aux côtés de Lyra Valkyria et ensemble, les deux catcheuses deviennent les nouvelles championnes par équipes en battant Liv Morgan et Raquel Rodriguez. Le lendemain à Raw, elles ne conservent pas leurs ceintures, battues par leurs mêmes adversaires. Après le match, elle effectue un Heel Turn et attaque sa compatriote. Le 10 mai à Backlash, elle ne remporte pas le titre Intercontinental féminin, battue par son ancienne partenaire. Le 7 juin à Money in the Bank, elle devient la nouvelle championne Intercontinentale en prenant sa revanche sur sa même opposante et remporte le titre pour la première fois de sa carrière. Après la rencontre, son adversaire est contrainte de lui lever le bras deux fois, mais finit par s'agacer et l'attaque. 2 soirs plus tard à Raw, Bayley fait son retour et l'attaque pour se venger, car elle a révélé être l'autrice de l'agression de la catcheuse le 28 avril,.
Le 13 juillet à Evolution, elle conserve son titre en battant l'ancienne double championne de la WWE et en rebattant sa compatriote dans un Triple Threat match. Le 3 août à SummerSlam, elle conserve son titre en rebattant sa précédente seconde opposante dans un Last Chance No Disqualification match.

## Palmarès
- World Wrestling Entertainment
  - 5 fois championne du monde de la WWE (SmackDown)
  - 2 fois championne de Raw de la WWE
  - 1 fois championne Intercontinentale de la WWE (actuelle)
  - 2 fois championne par équipe de la WWE -  1 fois avec Lita et Lyra Valkyria
  - 1 fois championne de la NXT
  - Vainqueur du Royal Rumble (2019)
  - Vainqueur du Elimination Chamber match (2024)
  - 6e Triple Crown Women's Champion de la WWE
  - 6e Grand Slam Women's Champion de la WWE

- Queens of Chaos (QOC)
  - 1 fois World of Chaos Champion

- Elite Canadian Championship Wrestling (ECCW)
  - 1 fois SuperGirls Champion
  - Tournoi SuperGirls 2005

## Vie privée
Fiancée avec Seth Rollins, elle annonce le 11 mai 2020 à Raw, être enceinte de son premier enfant, qui naît en décembre de la même année. Le 4 décembre 2020, Seth Rollins et elle sont officiellement parents d'une petite fille prénommée Roux. Le 29 juin 2021, ils se marient,.
Elle a un frère également catcheur qui lutte sous le nom de Gonzo de Mondo. Elle est fan de catch depuis l'enfance, car son frère l'obligeait à en regarder à la télévision. Enfant, elle a pratiqué des sports comme la natation, l'équitation et le basket-ball.
Elle a suivi une formation d'actrice dans sa jeunesse. Elle a également travaillé comme hôtesse de l'air pendant deux ans et demi avant de devenir lutteuse amatrice[réf. nécessaire].

## Récompenses de magazines
- Pro Wrestling Illustrated
  - Top 50 Females

| Année | 2014 | 2015 | 2016 | 2017 | 2018 | 2019 | 2020 | 2021 | 2022 | 2023 | 2024 |
| ----- | ---- | ---- | ---- | ---- | ---- | ---- | ---- | ---- | ---- | ---- | ---- |
| Rang  | 41   | 17   | 4    | 19   | 11   | 1    | 2    | 34   | 4    | 29   | 17   |

## Filmographie
- 2018 : The Marine 6 : Close Quarters de James Nunn : Maddy Hayes
- 2020 : Billions (Saison 5 Épisode 1) : Elle-même
- 2021 : Steve : Bête de combat (Rumble) de Hamish Grieve
- 2023 : Young Rock (Saison 3 Épisodes 1 et 12) : Cyndi Lauper